# Mudrarakshasa
Mudrarakshasa (eg. Sigill-Rakshasa, d.v.s. "[ministern] Rakshasa med sigillet"), är ett indiskt drama av Vijachadatta, som anses ha levt på 400-talet, tillhör de viktigare alstren av den indiska dramatiken. Det översattes första gången till engelska av H.H. Wilson (1827).